# Siaton
Siaton is een gemeente in de Filipijnse provincie Negros Oriental. Bij de laatste census in 2007 had de gemeente bijna 68 duizend inwoners.

## Geografie

### Bestuurlijke indeling
Siaton is onderverdeeld in de volgende 26 barangays:
| - Albiga - Apoloy - Bonawon - Bonbonon - Cabangahan - Canaway - Casala-an - Caticugan - Datag - Giliga-on - Inalad - Malabuhan - Maloh | - Mantiquil - Mantuyop - Napacao - Poblacion I - Poblacion II - Poblacion III - Poblacion IV - Salag - San Jose - Sandulot - Si-it - Sumaliring - Tayak |

## Demografie
Siaton had bij de census van 2007 een inwoneraantal van 67.943 mensen. Dit zijn 3.685 mensen (5,7%) meer dan bij de vorige census van 2000. De gemiddelde jaarlijkse groei komt daarmee uit op 0,77%, hetgeen lager is dan het landelijk jaarlijks gemiddelde over deze periode (2,04%).

## Geboren
- Felix Makasiar (1915-1992), rechter
- Enrique Fernando (1915-2004), rechter